# Royaume d'Upatissa Nuwara
505 av. J.-C. – 377 av. J.-C.
Entités précédentes :
- Royaume de Tambapanni

Entités suivantes :
- Royaume d'Anuradhapura

Le royaume de Upatissa Nuwara, parfois nommé le royaume de Vijitapura, était le deuxième royaume de l'histoire du Sri Lanka, et l'un des royaumes du Rajarata. 
Il a été établi lors de la mort du roi Vijaya du royaume de Tambapanni, par son premier ministre Upatissa, qui est devenu régent pendant un an avant l'arrivée de l'héritier et neveu du roi, Panduvasudeva, venant du nord de l'Inde.